# GR-124
El GR-124, conocido también como Senda Real, es un sendero de Gran Recorrido que transcurre por la Comunidad de Madrid (España). Comienza en la estación de Príncipe Pío y termina, tras un recorrido de 47'5 kilómetros, en la localidad de Manzanares el Real, en la sierra de Guadarrama. Si bien fue homologado como GR en 1999, su origen se remonta al antiguo camino que unía el Real Alcázar de Madrid con el palacio de El Pardo, aunque la ruta actual utiliza también otros caminos históricos y vías pecuarias.

## Historia

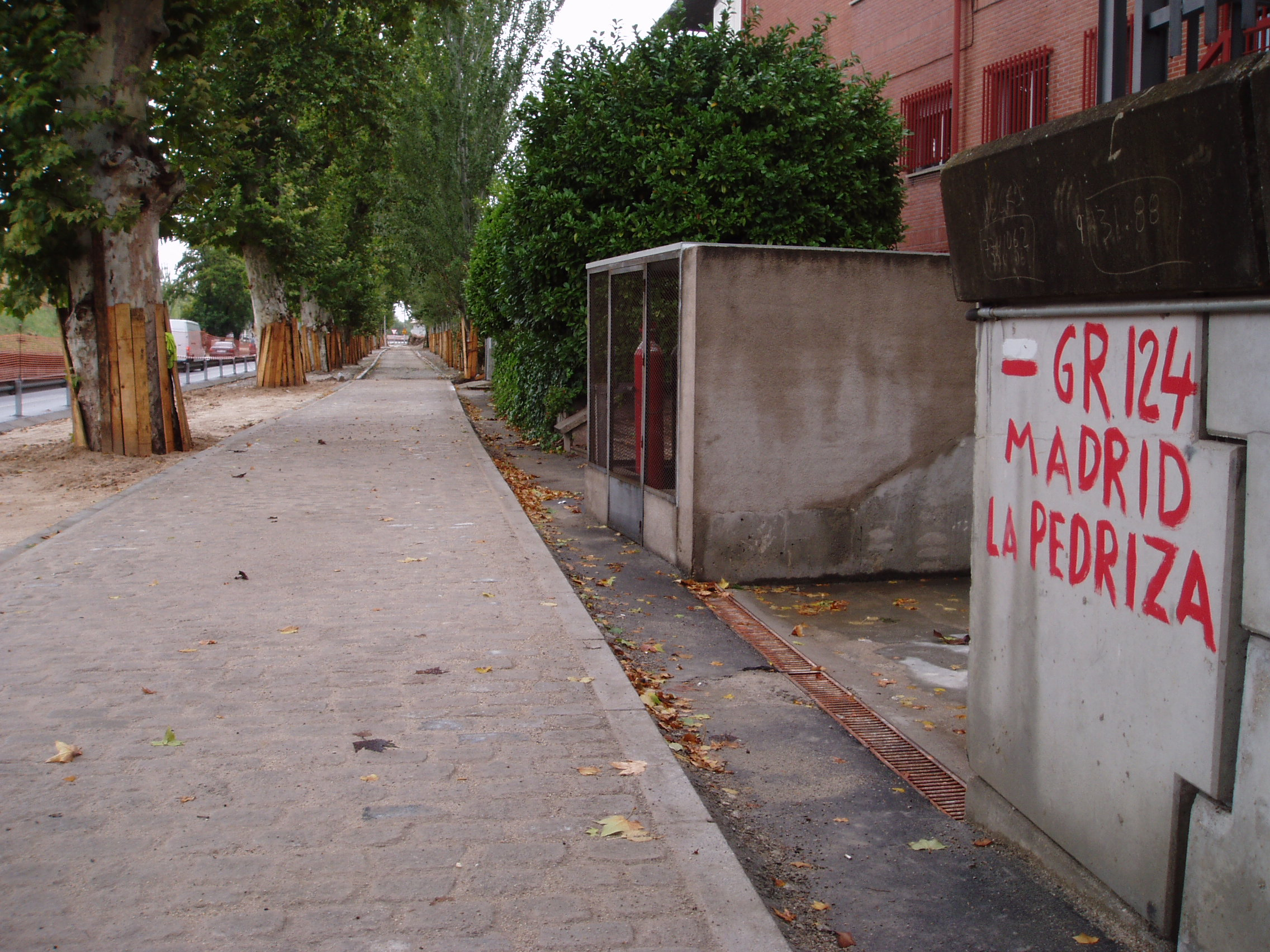
La Senda Real junto a la Ciudad Universitaria, cerca del puente de los Franceses, bordeada por plátanos de gran tamaño.

En 1405 el rey Enrique III de Castilla ordenó la construcción de una Casa Real en el Monte de El Pardo dada su riqueza cinegética. Al lugar se accedía desde el Real Alcázar, situado donde hoy en día el Palacio Real, mediante una senda que, a través de la Puerta de la Vega o bien de otra situada más al norte, descendería hasta la margen izquierda del río Manzanares para, desde aproximadamente lo que actualmente es la glorieta de San Vicente, dirigirse hacia el norte paralela al cauce por lo que actualmente son el Paseo de la Florida y la avenida de Valladolid. Si bien en los anteriores mapas de la ciudad todavía no es visible la senda, por abarcar aquellos sólo la zona amurallada de la ciudad, en el plano de Pedro Teixeira, de 1656, ya consta un "Camino del Pardo". En un mapa dibujado por las tropas francesas en 1808 figura la "Route del Pardo" hasta el puente de San Fernando.
Aun con el crecimiento de la ciudad, la Senda, sobre cuyo trazado se hizo posteriormente la carretera de El Pardo, ha seguido practicable hasta la actualidad, aunque en algunos momentos ha estado a punto de desaparecer bajo las sucesivas ampliaciones de la M-30, autopista de circunvalación de la ciudad. Así, a finales de los años 80, al cerrarse por el oeste dicha carretera, superponiéndose en parte de su trazado a la citada carretera de El Pardo, el camino vio reducida su anchura, perdiendo una zona arbolada en su parte derecha, aunque todavía podía usarse. Un camino alternativo usado en la zona de la Ciudad Universitaria de la Universidad Complutense entre el puente de los Franceses y la Facultad de Veterinaria, desplazando la Senda tradicional hacia el este, fue la calle denominada precisamente Senda del Rey. En mayo de 1999, nuevas obras de ampliación de la autopista amenazaron la supervivencia de la ruta, lo que llevó a varias asociaciones ciudadanas, agrupadas en torno a Ecologistas en Acción y Salvemos la Dehesa de la Villa, a denunciar la situación y a pedir ayuda a diversas administraciones.

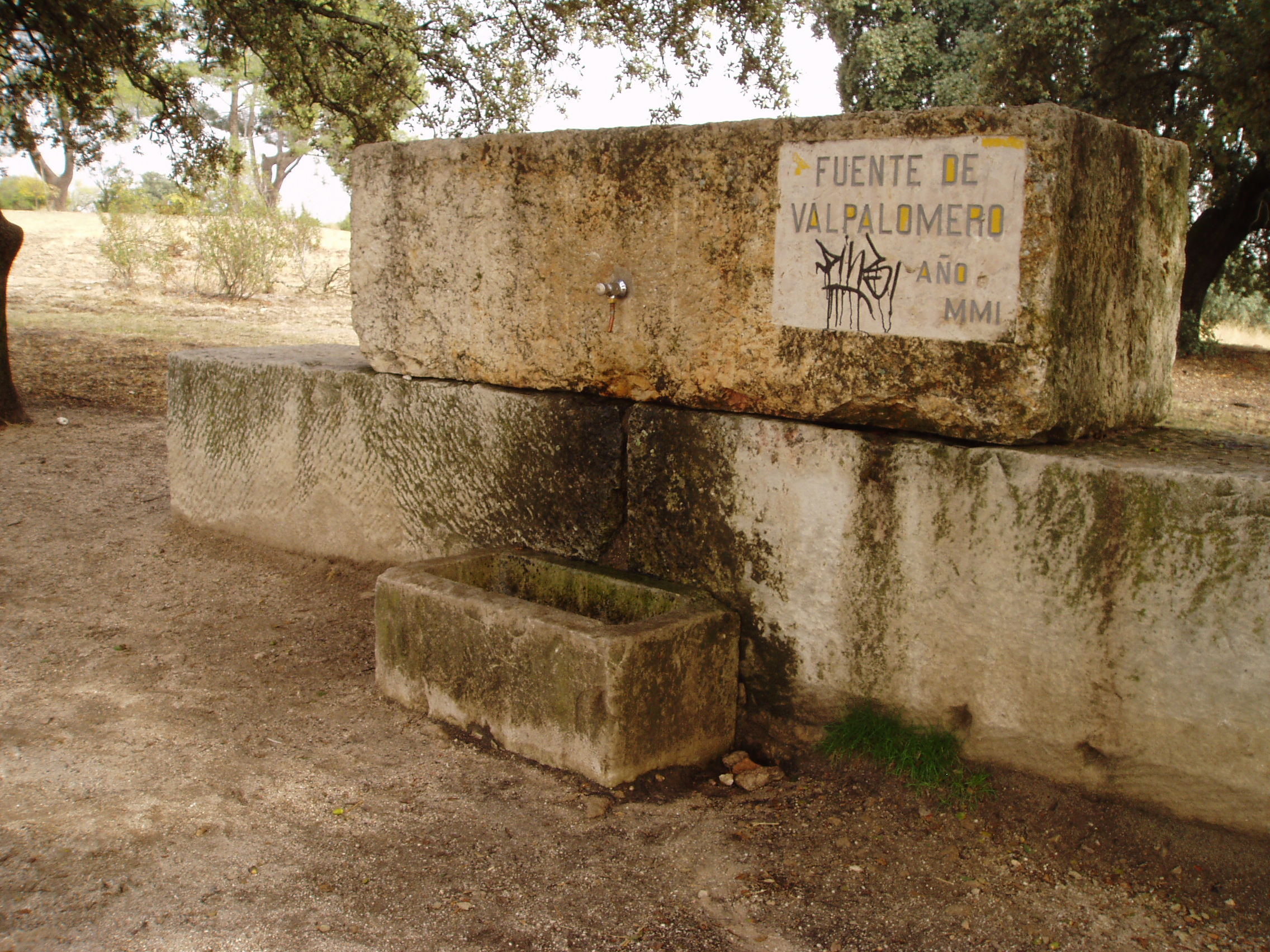
Fuente de Valpalomero en el Monte de El Pardo, inaugurada en 2002.

Gracias a la intervención ciudadana se consiguió salvar la Senda y, tras señalizarla, fue homologada en julio de 1999 como ruta de Gran Recorrido por la Federación Española de Montaña, siendo inaugurada extraoficialmente en octubre por Ecologistas en Acción, Salvemos la Dehesa de la Villa y la Plataforma Salvemos la Casa de Campo con una marcha hasta Manzanares el Real. A finales de ese mismo año se llegó a un acuerdo con el Ministerio de Fomento y con Patrimonio Nacional para desplazar la valla del Club Puerta de Hierro y construir dos pasarelas que sirvieran para salvar sendos nudos viarios. La Consejería de Medio Ambiente de la Comunidad también participó en el proyecto colaborando en la edición de un mapa en el año 2000, año en que el ayuntamiento de Madrid otorgó al proyecto el Premio de Iniciativa Ciudadana.
En el verano de 2001 la Consejería de Medio Ambiente comenzó el balizado de la Senda y la instalación de varios paneles informativos a lo largo de su recorrido y al año siguiente Patrimonio Nacional construyó una fuente en el mirador de Valpalomero del monte de El Pardo. En 2004 se instaló la primera de las pasarelas anteriormente citadas, sobre la carretera de Dehesa de la Villa, lo que evitaba tener que subir hasta la Dehesa de la Villa para cruzar dicha calle. La segunda pasarela, sobre la conexión entre la M-30 y la M-40, todavía no se ha construido (noviembre de 2008). La inauguración a finales de 2007 de la línea de Alta Velocidad Madrid-Segovia-Valladolid modificó el trazado de la Senda en las inmediaciones de Tres Cantos.

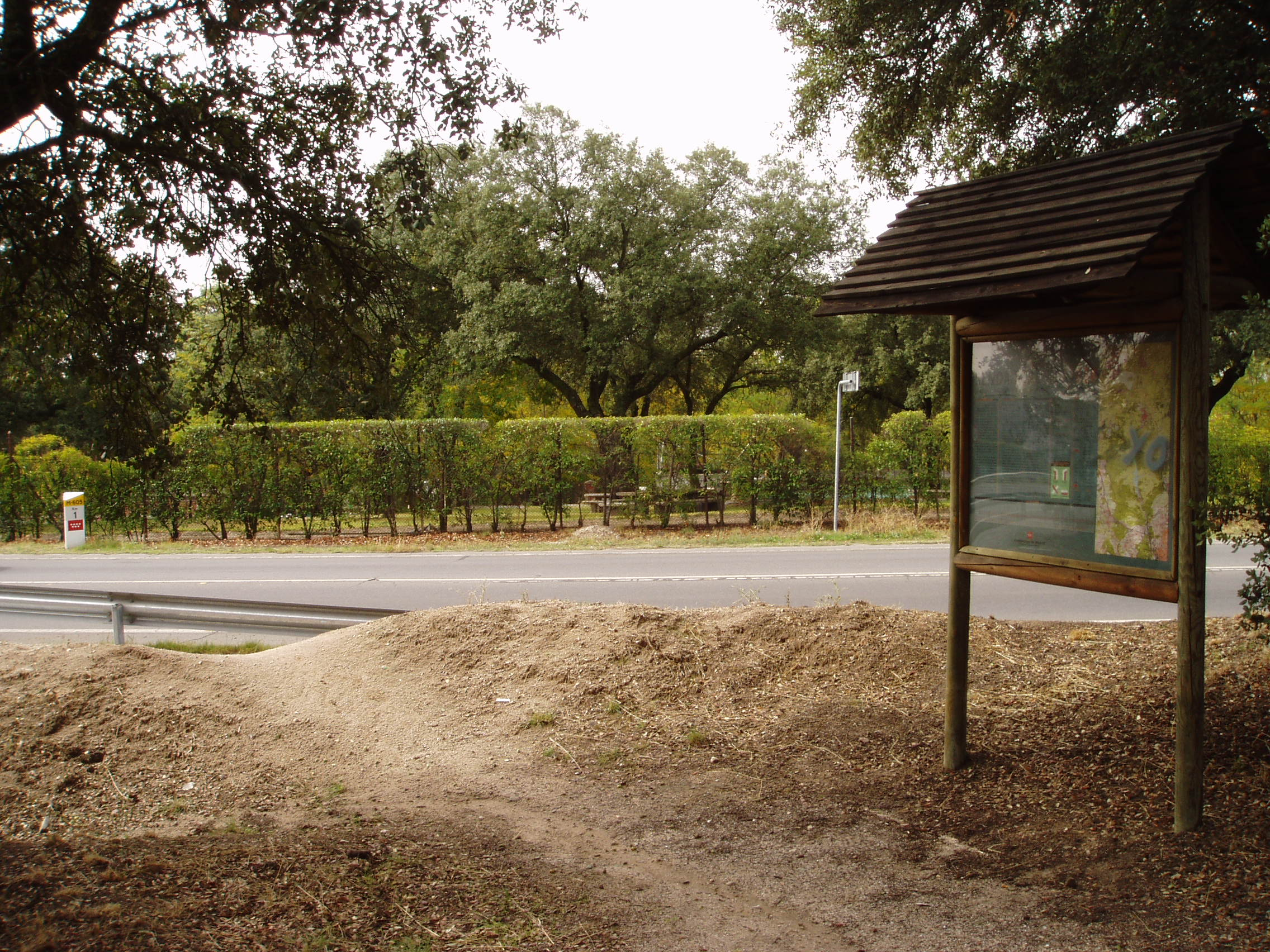
Panel informativo de la Senda Real.

El 24 de abril de 2008, el Consorcio Urbanístico de la Ciudad Universitaria (integrado por las Universidades Complutense, Politécnica y UNED y el Ayuntamiento de Madrid) comenzó el acondicionamiento de un tramo de 2´6 kilómetros entre el puente de los Franceses y Sinesio Delgado, que actualmente (noviembre de 2008) todavía se encuentra en obras. El proyecto, con un coste de dos millones y medio de euros y obra de los arquitectos Joaquín Lizasoain, Pau Soler y Miguel Rodríguez y del paisajista Íñigo Segurola, será también transitable para bicicletas. Se creará un camino de 3´5 metros de anchura de arena compactada con bordillo de granito, uniendo la senda, mediante taludes ajardinados, con la parte trasera de las facultades de la UNED. También se crearán zonas de descanso con fuentes en las que se empleará piedra reciclada de diversas obras de la ciudad. El proyecto, en el que se empleará vegetación autóctona como la cambronera, abarca unos 50.000 metros cuadrados.
Desde 1998 Ecologistas en Acción organiza, el primer fin de semana de cada mes de octubre, una marcha de dos días por la Senda que llegó en 2008 a su décima edición y que cuenta con el apoyo de los ayuntamientos de Tres Cantos, Colmenar Viejo y Manzanares el Real.

## Recorrido
El recorrido se suele hacer en dos jornadas. La primera desde Madrid a Tres Cantos y la segunda entre esta localidad y Manzanares el Real. No obstante, a lo largo de todo el recorrido existen diversos puntos en los que se puede tomar un transporte público.

### Primera jornada

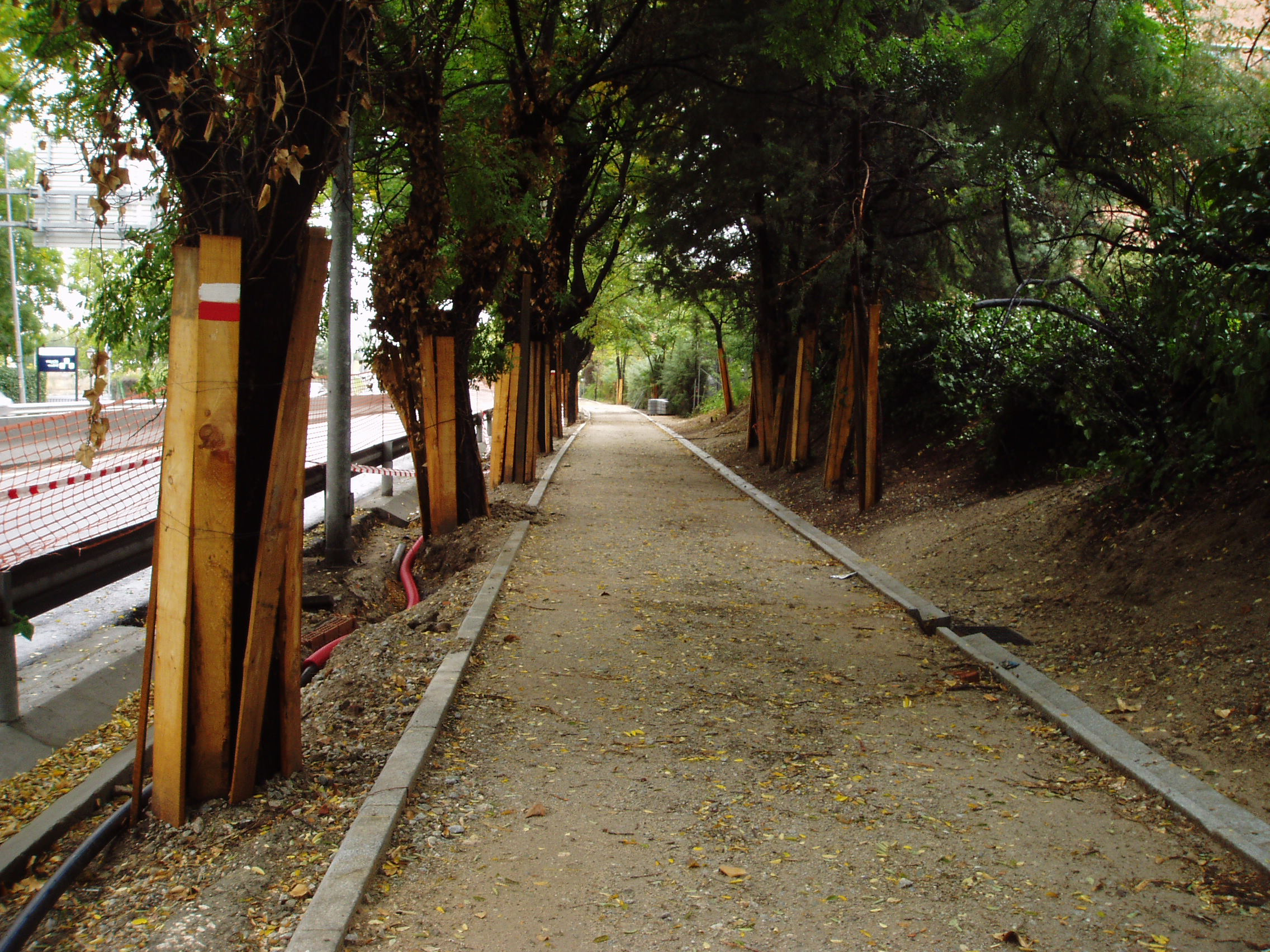
La Senda Real cerca del puente de los Franceses. La foto está tomada en octubre de 2008, con el tramo todavía en obras.

La Senda Real comienza junto a la estación de Príncipe Pío y continúa por el Paseo de la Florida, en el que se pueden observar ejemplares de acacia de gran tamaño, hasta la ermita de San Antonio de la Florida, a cuyas espaldas pueden apreciarse unos grandes ejemplares de plátanos, plantados en 1794 por el jardinero real Pierre Boutelou. Cuenta la tradición que bajo uno de ellos se sentaba Goya a pintar. El camino continúa por la avenida de Valladolid, en la que otros magníficos ejemplares de esta especie indican por donde iba la ruta, hasta llegar al puente de los Franceses (2 km).
Aquí se une un ramal alternativo del camino proveniente de la estación de Lago, situada en la Casa de Campo. Por el margen de la antigua carretera de El Pardo se continúa por la zona de la Senda que está siendo mejorada (noviembre de 2008), donde se pueden observar otros ejemplares muy grandes de plátanos cuyo tronco es sólo abarcable por cuatro personas. El camino bordea por el suroeste la Ciudad Universitaria y el complejo del Palacio de la Moncloa (3'3 km) hasta llegar a la facultad de Veterinaria para luego pasar bajo la avenida de la Puerta de Hierro (A-6).
Poco después se salva la calle de Sinesio Delgado (4'7 km) mediante la primera de las pasarelas construidas, donde se une otro segundo ramal alternativo que comienza en el kiosco de La Paloma de la Dehesa de la Villa. Continúa el camino hacia el norte junto a la tapia del Club Puerta de Hierrodejando a la izquierda primero la Puerta de Hierro y posteriormente una pasarela del Anillo Verde Ciclista que comunica con el puente de San Fernando. A partir de este punto continuamos por la citada vía ciclista durante aproximadamente un kilómetro hasta llegar a la calle Arroyofresno, en el límite norte del Club Puerta de Hierro.

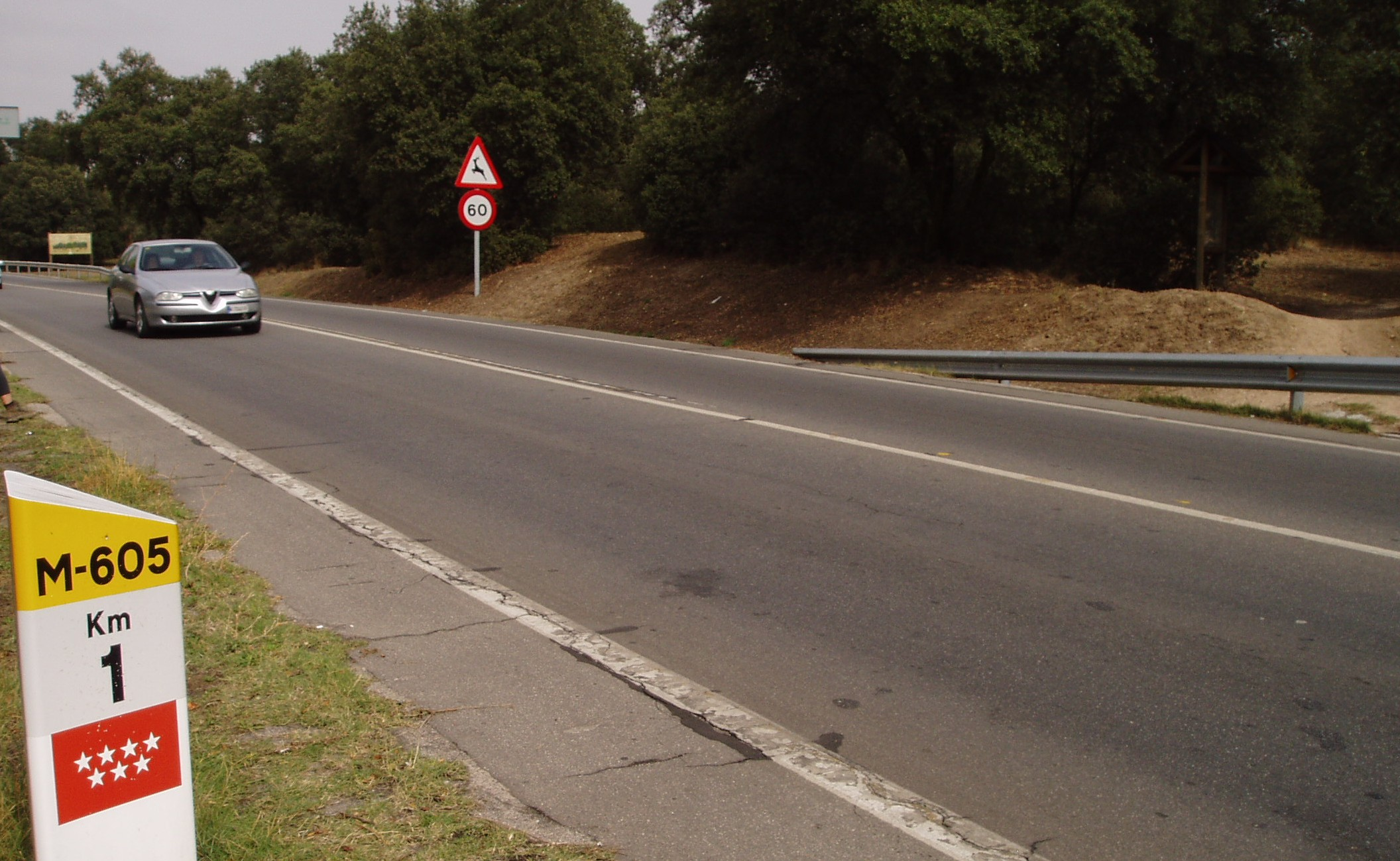
Punto por donde la Senda cruza la carretera de El Pardo (M-605), junto al punto kilométrico 1.

En este punto hay una pasarela para cruzar al club Playa de Madrid desde la que en el futuro se podrá acceder a una segunda pasarela que permitirá salvar la M-40. Sin embargo, este segundo paso no ha sido todavía construido (noviembre de 2008), por lo que el camino continúa por el lado derecho de la M-30, entre la autopista y una barrera antirruido que la separa de la colonia Puerta de Hierro, para posteriormente cruzar la calle Cardenal Herrera Oria. No obstante, este cruce es muy peligroso, por lo que es recomendable desviarse por la citada calle de Arroyofresno para, una vez pasado bajo el puente de la avenida de la Ilustración, girar a la izquierda y cruzar Herrera Oria.
Descendemos por esta calle hasta la de Fuentemilanos, que primero va hacia el oeste y luego gira al norte y al final de la cual una nueva pasarela nos permite cruzar bajo la M-40 y sobre la carretera de El Pardo. Avanzamos por el arcén izquierdo de esta hasta el punto kilométrico 1 (8'7 km), donde la cruzaremos para encontrar el primero de los paneles informativos sobre la Senda. A partir de este momento la ruta se interna en el monte de El Pardo hacia el noreste por la carretera que conduce al palacio de la Quinta, abandonando el camino histórico que seguía hacia el noroeste hasta el Palacio y desde allí a Manzanares el Real.

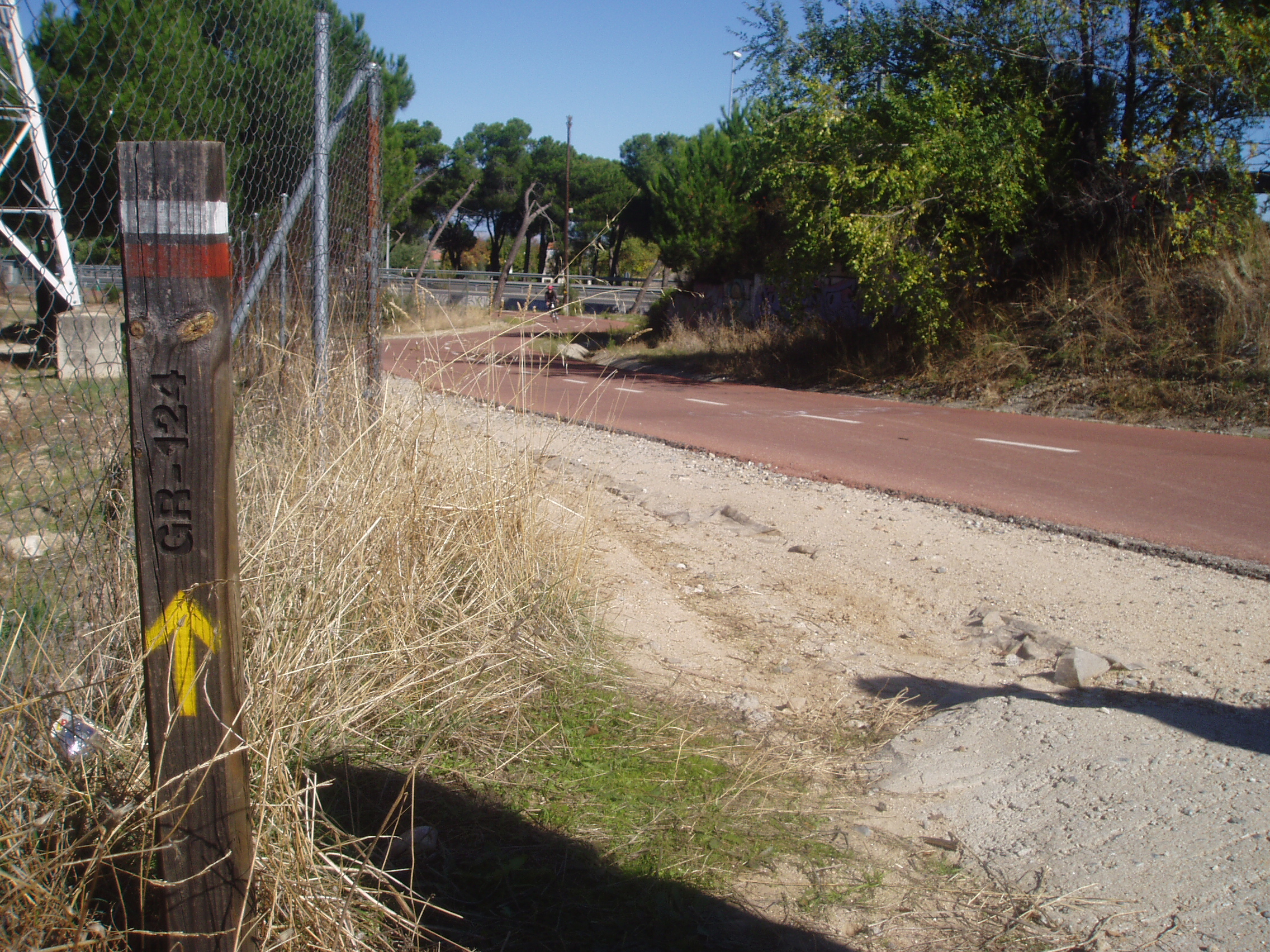
Encuentro de la Senda Real y el Camino de Santiago con el carril-bici de Madrid a Colmenar, junto al que discurre durante un par de kilómetros.

Poco después el sendero se desvía hacia la izquierda para llegar hasta la fuente de Valpalomero (10´8 km), desde donde, de nuevo hacia el noreste, llegamos a la tapia del Monte, que seguiremos para un poco más al norte salir por la portillera del Tambor (12'45 km), por donde también lo hace la carretera hacia Fuencarral (M-612). El camino continúa por fuera del Monte hacia el noreste hasta la vía del tren de cercanías (línea C-4), donde se le une el Camino de Santiago que parte desde Madrid (16´55 km).
La Senda gira hacia el noroeste y avanza entre la citada vía y la tapia de El Pardo, por una zona muy tranquila desde la que se tienen estupendas vistas del interior del Monte, rodeados de encinas y alcornoques. Pasada la estación de El Goloso (18´85 km) continuamos junto a las líneas del tren de cercanías y del AVE, que sortearemos a la vez un par de kilómetros después mediante sendos pasos inferiores para enlazar con el carril-bici de Madrid a Colmenar. Avanzamos por éste hasta llegar a la pasarela que conduce a la estación de Tres Cantos (22'2 km). Desde aquí, donde suele concluir la primera jornada, podemos regresar a Madrid en tren o en autobús.

### Segunda jornada

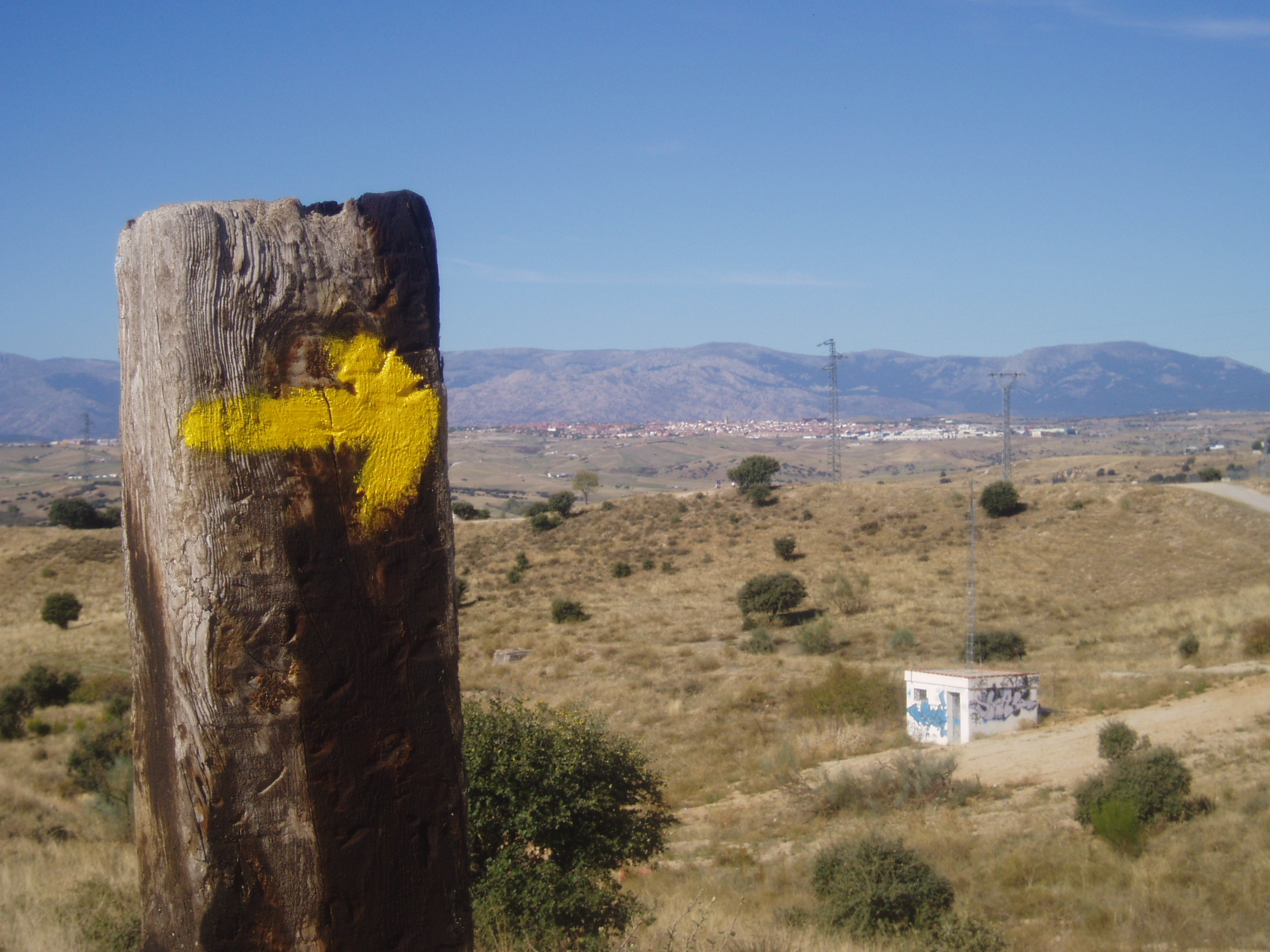
Colmenar Viejo visto desde las inmediaciones de Tres Cantos, con un poste indicativo del Camino de Santiago.

La Senda se interna desde Tres Cantos hacia el oeste por la Cañada Real Segoviana hasta llegar al arroyo de Tejada (25'175 km), afluente del Manzanares, donde gira hacia el norte siguiendo su vega. Es esta una zona de transición hacia la sierra en la que, pese a la explotación ganadera, todavía pueden encontrarse encinas, enebros, jaras y espinos así como ejemplares de especies de ribera, muchos de ellos de reciente repoblación.
Abandonada la vega del arroyo, continuamos entre explotaciones ganaderas y, tras pasar la vía del tren de cercanías (32'275 km) y la ermita de Santa Ana, llegamos a Colmenar Viejo. Rodeamos el pueblo por el oeste para enlazar con una vía pecuaria que, entre numerosas explotaciones ganaderas y tras cruzar de nuevo la vía del tren (37´575 km) y los restos del antiguo canal de Santillana en dos ocasiones (38'7 y 39'3 km), conduce hasta la carretera a Cerceda (M-607). Cruzada esta por el puente del Batán (39´5 km) se llega al Manzanares, que se salva por el puente del Grajal. Unos cien metros después se pueden observar los restos de una venta, de varios molinos de harina y de un horno de cerámica.
Desde este punto la Senda se ensancha, dada su condición de cañada, y se llega al alto del Enebrillo, desde donde divisamos Manzanares el Real y La Pedriza, y a la fuente de la Reina (44'325 km). Tras cruzar la presa del embalse de Santillana (45'9 km) llegamos a nuestro destino atravesando el puente medieval de la localidad (47'1 km), desde donde se puede regresar a Madrid en autobús. Además, la Senda Real enlaza aquí con el Sendero Puzol-Aldea del Obispo (Gr-10), que comunica la localidad valenciana de Puzol con Lisboa (Portugal), uniendo el Mar Mediterráneo con el Océano Atlántico.

## Puntos de interés
La Senda Real atraviesa muchos puntos de interés y edificios históricos ya que, aunque como se ha dicho su catalogación como ruta de Gran Recorrido es reciente, su origen está ligado a la realeza española y se remonta a la Edad Media. Entre estos hitos cabe destacar los siguientes:

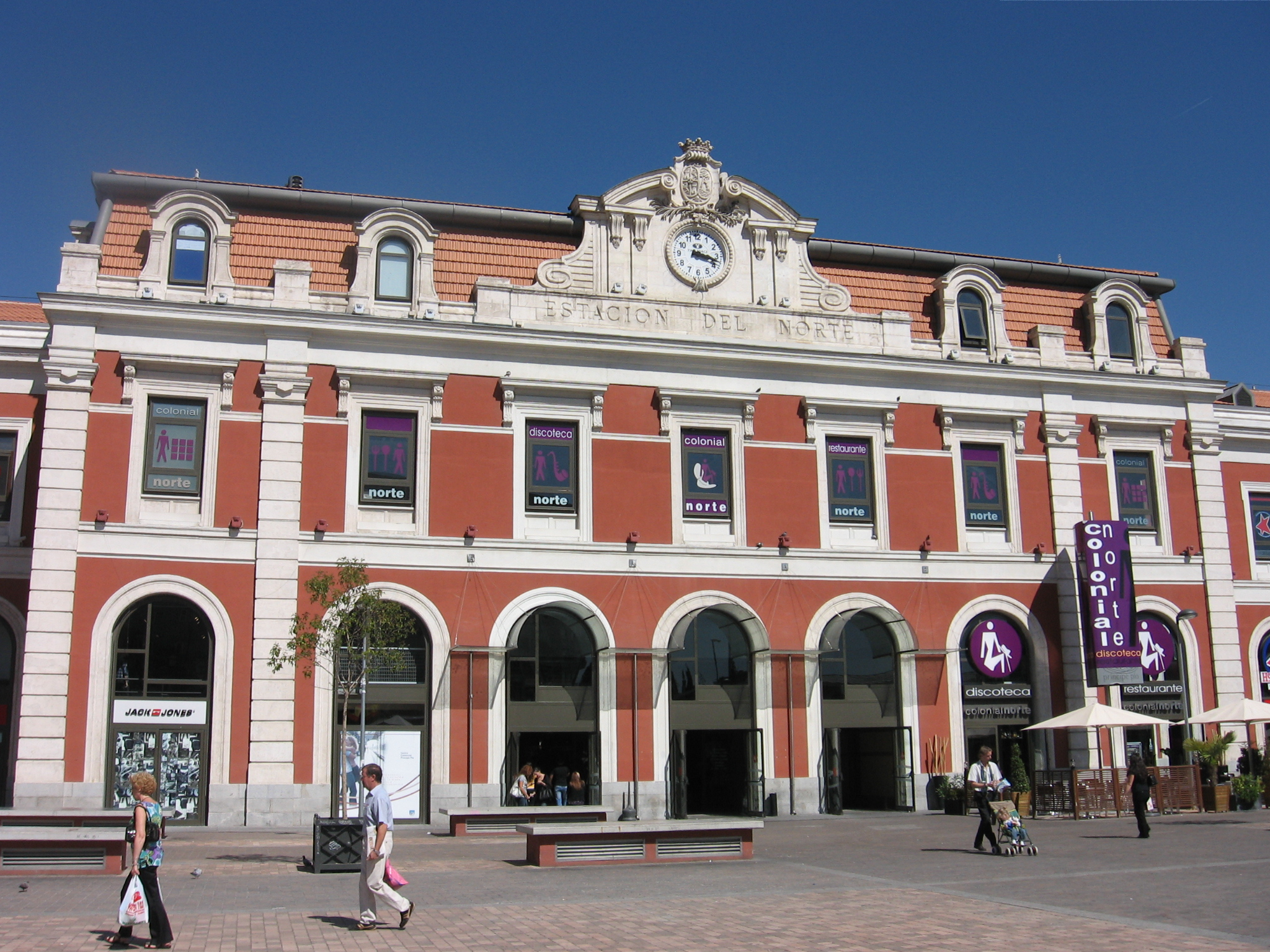
Estación de Príncipe Pío

- Estación de Príncipe Pío. Construida en el último cuarto del siglo XIX según un proyecto de los ingenieros franceses Biarez, Grasset y Ouliac.
- Puerta de San Vicente. Concluida en 1775 según un proyecto de Francesco Sabatini, aunque la actual es una reconstrucción de 1991.
- Puente del Rey. De 1816, comunica la glorieta de San Vicente con la Casa de Campo salvando el río Manzanares. Para verlo podemos asomarnos desde la puerta de San Vicente.
- Río Manzanares. La Senda lo cruza en su tramo alto, pasado Colmenar Viejo, aunque entre la glorieta de San Vicente y el puente de los Franceses, en lugar de ir por el paseo de la Florida y la avenida de Valladolid, podemos avanzar junto a su cauce.
- Casa de Campo. La ruta principal de la Senda no pasa por la Casa de Campo, pero sí lo hace el ramal que comienza en la estación de metro de Lago.
- Ermita de San Antonio de la Florida. Construida a finales del siglo XVIII, su cúpula está decorada con unos impresionantes frescos de Francisco de Goya, además de albergar sus restos mortales. Frente a ella hay una estatua del pintor obra de José Llaneces.
- Puente de la Reina Victoria. Inaugurado en 1909, de estilo modernista. Situado frente a la ermita de San Antonio.
- Puente de los Franceses. Viaducto ferroviario terminado en 1862, sobre el río Manzanares. Para visitarlo deberemos desviarnos de la Senda al final de la avenida de Valladolid.

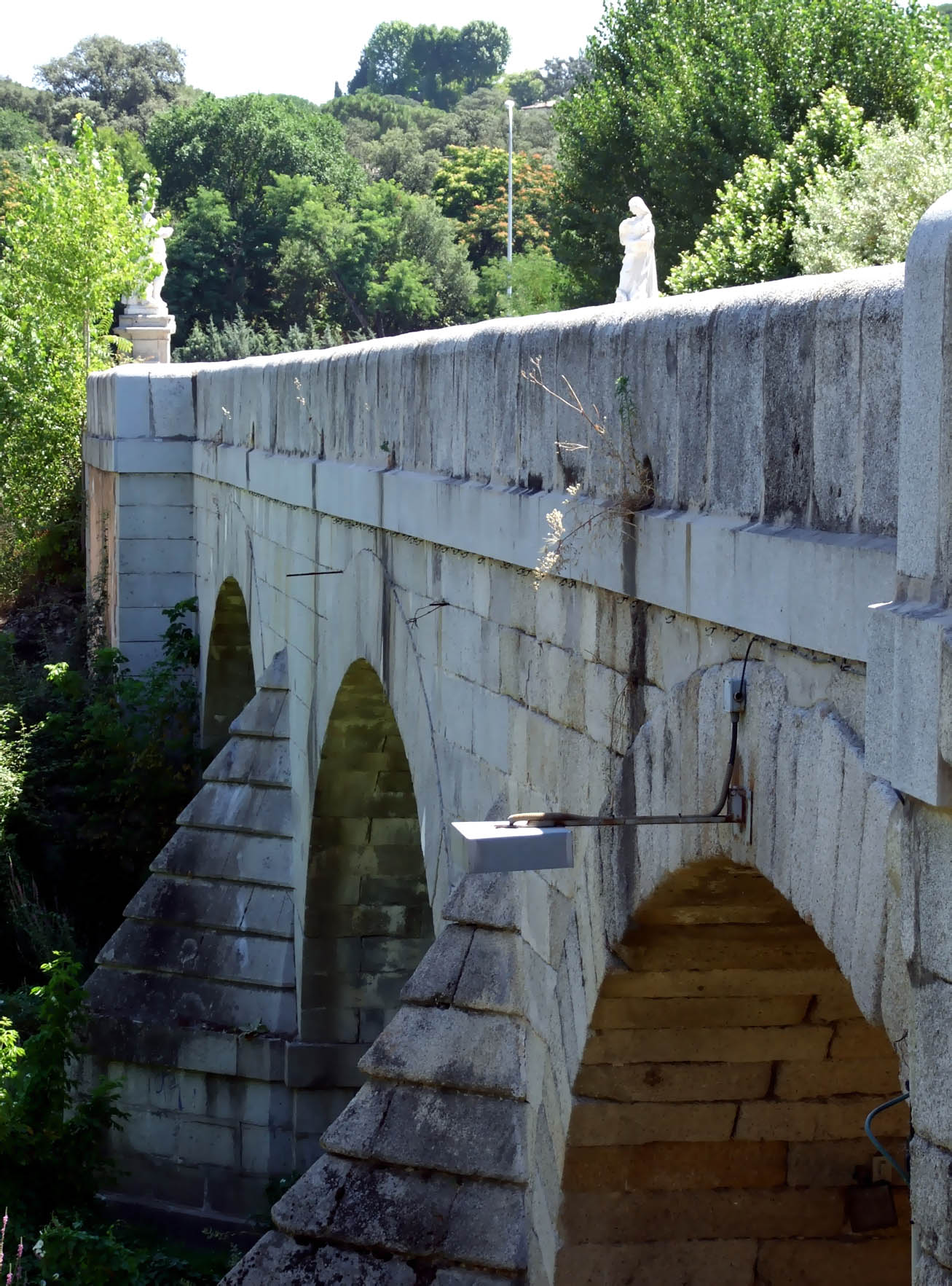
Puente de San Fernando,.

- Palacio de la Moncloa. El original es de 1642, aunque el actual fue reconstruido tras la guerra civil española. Es la sede de la Presidencia del Gobierno de España y residencia oficial del Presidente del Gobierno por lo que no es visitable, aunque desde la Senda podemos observar la masa boscosa de sus jardines.
- Puerta de Hierro. Construida entre 1751 y 1753 en estilo barroco, ha conseguido sobrevivir a las diferentes ampliaciones de la M-30. Podemos observarla desde la zona del Real Club de Campo.
- Puente de San Fernando. Construido en el siglo XVIII sobre el río Manzanares. Para verlo deberemos cruzar la pasarela al llegar al Anillo Verde Ciclista.
- Hipódromo de la Zarzuela. Monumento Histórico Artístico desde 1980 sólo parcialmente visible desde el otro lado de la M-30.
- Monte de El Pardo. Uno de los bosque mediterráneos mejor conservados de Europa gracias a su condición de cazadero real desde la Edad Media. Aunque la Senda atraviesa parte de su zona accesible, las mejores vistas de la zona protegida las tendremos caminando junto a su tapia entre esta y la vía del tren de cercanías, una de las zonas más bellas del recorrido.
- Palacio Real de El Pardo. Construido en el siglo XVI y reformado y ampliado en el XVIII con la participación de Francesco Sabatini. Para visitarlo deberemos desviarnos hacia el pueblo de El Pardo.
- Palacio de la Quinta. Palacete del siglo XVIII de estilo barroco situado en el monte de El Pardo. La Senda rodea su tapia.
- Portilla del Tambor. Construida, como el resto de la tapia de cerramiento del monte, en 1750. Por ella saldremos del monte de El Pardo.
- Canal de Isabel II. A la salida del monte de El Pardo, caminaremos sobre una de sus conducciones de agua a la capital, con varias casetas de registro.

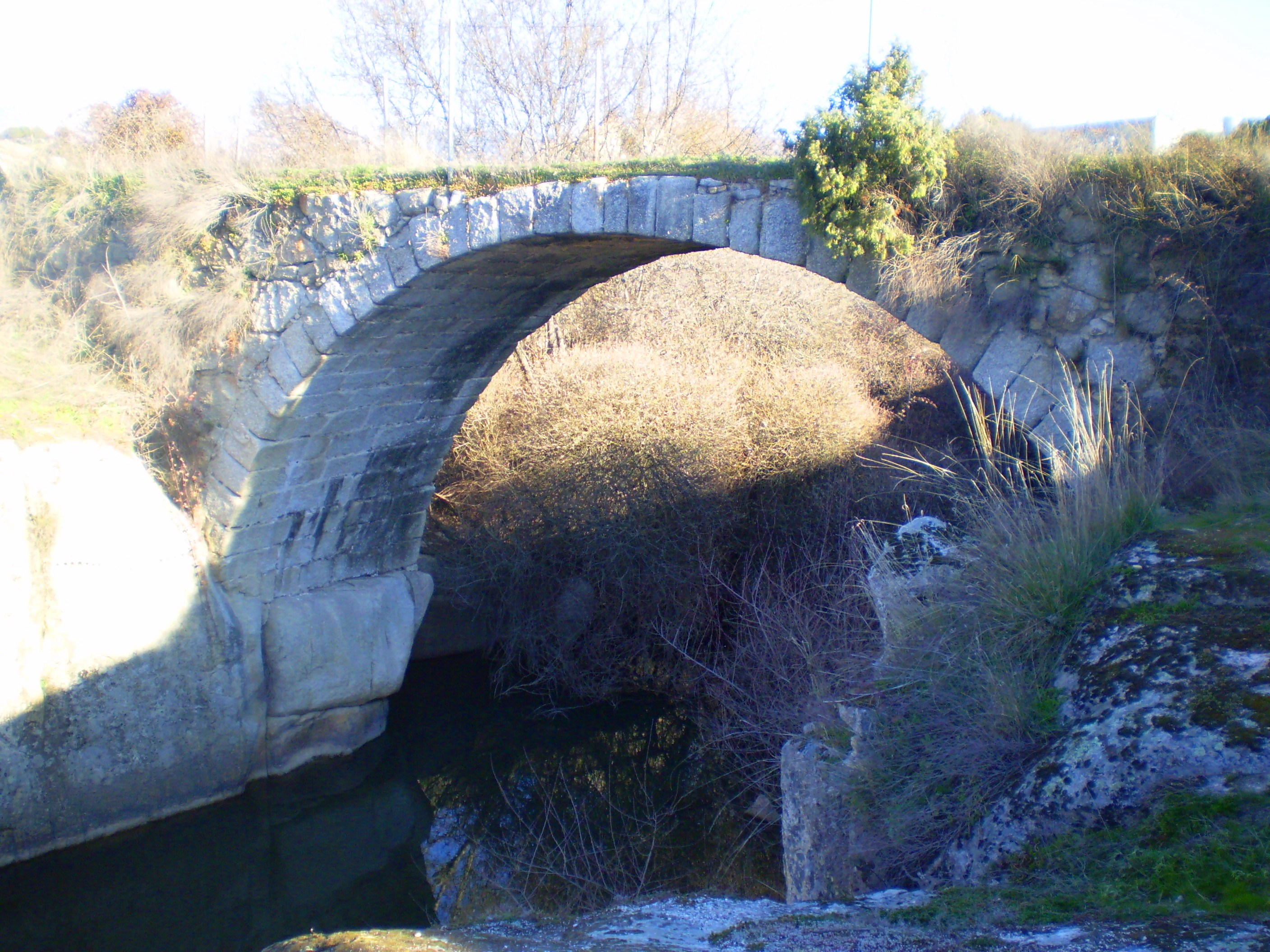
Puente del Batán.

- Parque Regional de la Cuenca Alta del Manzanares. Creado en 1985, es el espacio natural protegido de mayor superficie de la Comunidad. Los núcleos de Manzanares el Real, Tres Cantos y, parcialmente, Colmenar Viejo, están integrados en él.
- Tres Cantos. El municipio más joven de la Comunidad de Madrid, segregado de Colmenar Viejo en 1991.
- Cañada Real Segoviana. Antigua vía pecuaria por parte de cuyo trazado avanza la Senda entre Tres Cantos y Manzanares el Real.
- Arroyo de Tejada. Afluente del Manzanares por cuya vega transcurre la Senda entre Tres Cantos y Colmenar Viejo.
- Colmenar Viejo. Destacan la iglesia de la Asunción y la ermita de Santa Ana, esta última justo al borde de la Senda.
- Puentes del Batán y del Grajal. Pequeños puentes medievales sobre el Manzanares en el término de Colmenar.
- Embalse de Santillana. En servicio desde 1971, situado a los pies de Manzanares el Real.
- Manzanares el Real. En el pueblo destacan el imponente castillo de los Mendoza y el castillo Viejo